# Première législature du Bundestag
7 septembre 1949 - 7 septembre 1953
(4 ans)
2e législature
Bundeshaus
La première législature du Bundestag, la chambre basse de la République fédérale d'Allemagne, s'est ouverte le 7 septembre 1949 et s'est achevée le 7 septembre 1953.

## Composition de l'exécutif

### Président de la République
Karl Arnold, cofondateur du CDU après la guerre et ministre-président de Rhénanie-du-Nord-Westphalie exerce la fonction de chef d'état de la république fédérale allemande naissante en tant que président du Bundesrat. Il permet un intérim de cette fonction dans l'attente de l'élection d'un président fédéral par la nouvelle assemblée élue en août 1949. L'élection d'un président fédéral, qui ne conserve que des fonctions représentatives, est nécessaire afin de permettre la désignation d'un chancelier selon les dispositions de la nouvelle Loi fondamentale de la République fédérale d'Allemagne adoptée en mai 1949.

Cette première élection présidentielle depuis 1932 se déroule sous un mode de scrutin différent. Signe de l'amoindrissement de ses prérogatives, le président fédéral n'est élu qu'indirectement par l'Assemblée fédérale. C'est ainsi que se tient le 12 septembre l'élection présidentielle. Le SPD présente la candidature de Kurt Schumacher, président fédéral du parti. Le Zentrum présente également un candidat : Rudolf Amelunxen (de), ministre des affaires sociales de la Rhénanie-du-Nord-Westphalie. Les chrétiens-démocrates décident de ne présenter aucun candidat et soutiennent le président du parti libéral-démocrate Theodor Heuss. Celui-ci l'emporte au second tour avec 416 voix sur 800, soit 51,7 % des suffrages,.

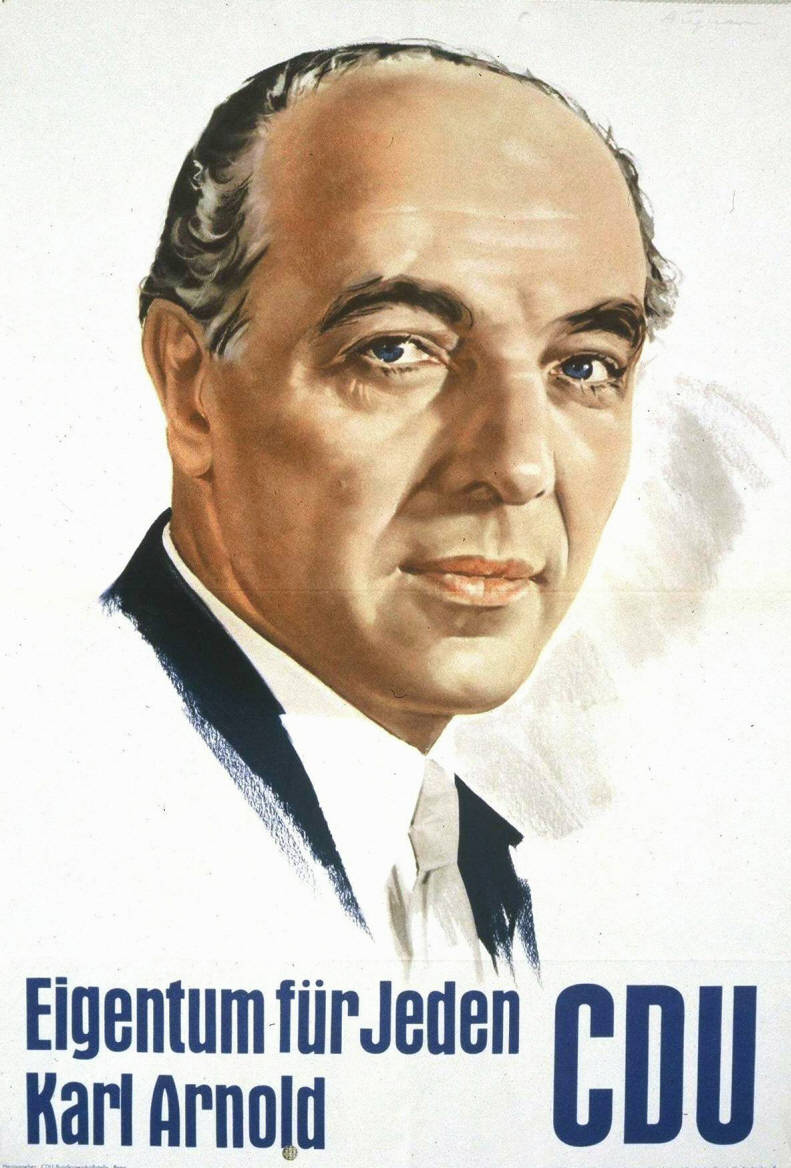
Karl Arnold, président fédéral par intérim du 7 au 13 septembre 1949.
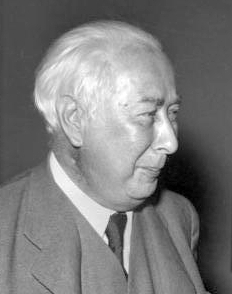
Theodor Heuss, président fédéral du 13 septembre 1949 au 12 septembre 1959.

### Chancelier et gouvernements successifs
Les élections fédérales ouest-allemandes de 1949 (les premières libres et démocratiques depuis mars 1933) donnent la victoire au centre et à la droite au travers du groupe CDU/CSU, deux nouveaux partis chrétiens-démocrates et libéral-conservateurs alliés. Ces résultats permettent au président du Conseil parlementaire et président fédéral du CDU, Konrad Adenauer de pouvoir prétendre à être investi chancelier fédéral. Néanmoins, en raison de la dispersion des formations politiques, il doit d'abord former une coalition avec le FDP et le DP. Les négociations prennent un mois et lui permettent ainsi le 15 septembre 1949 d'être élu chancelier fédéral par seulement 202 voix sur 402.
Le cabinet Adenauer I, nommé cinq jours plus tard, comprend treize ministères, dont un dédié aux Réfugiés et un à la « politique allemande ». Le président du parti libéral-démocrate, Franz Blücher, est également vice-chancelier. On retrouve également dans ce cabinet Ludwig Erhard, futur chancelier après Adenauer, au portefeuille de ministre fédéral de l'économie.
| Gouvernement | Gouvernement | Gouvernement       | Dates (Durée)                                         | Partis         | Premier ministre | Composition initiale |
| ------------ | ------------ | ------------------ | ----------------------------------------------------- | -------------- | ---------------- | -------------------- |
|              |              | Cabinet Adenauer I | 20 septembre 1949 - 20 octobre 1953 (4 ans et 1 mois) | CDU/CSU-FDP-DP | Konrad Adenauer  | 14 ministres         |

## Présidium du Bundestag
| Fonction | Fonction | Fonction       | Fonction                                  | Groupe parlementaire | Circonscription |
| -------- | -------- | -------------- | ----------------------------------------- | -------------------- | --------------- |
|          |          | Président      | Erich Köhler (jusqu'au 18 oct. 1950)      | CDU/CSU              | Wiesbaden       |
|          |          | Président      | Hermann Ehlers (à partir du 19 oct. 1950) | CDU/CSU              | Basse-Saxe      |
|          |          | Vice-président | Carlo Schmid                              | SPD                  | Bade-Wurtemberg |
|          |          | Vice-président | Hermann Schäfer                           | FDP                  | Hambourg        |